# Store Styggedalstind
Store Styggedalstind est un sommet situé dans le massif d'Hurrungane, dans le Jotunheimen, en Norvège. C'est le quatrième plus haut sommet du pays et de Scandinavie, culminant à 2 387 m d'altitude.